# Sakkcsodagyerek
A sakkcsodagyerek olyan gyerek, aki olyan magas szinten játssza a sakkot, hogy képes győzni mesterek, vagy akár nagymesterek ellen. A sakk azon kevés sportok egyike, ahol a gyerekek szinte egyenlő félként szállhatnak versenybe felnőttek ellen. A sakkcsodagyerekek közül egyesek akár a világbajnoki címet is elérhetik, mások felnőtt korukra nem fejlődnek tovább.

## Korai sakkcsodagyerekek
A csodagyerekek közé tartozott Paul Morphy (1837–1884) és José Raúl Capablanca (1888–1942), akik már 12 éves korukban játszmákat nyertek nagyon erős felnőtt ellenfelek ellen. Sakkcsodagyerek volt Samuel Reshevsky (1911–1992) is, aki hatéves korában szimultánokat adott. Morphy nem hivatalos világbajnok lett (mielőtt még a hivatalos világbajnoki cím megszületett), Capablanca hivatalos világbajnok, Reshevsky pedig jópár évig a világ egyik legerősebb játékosa volt.

## A legfiatalabb nagymesterek listája
A csodagyerekek egyik mércéje az lehet, milyen fiatalon érték el a nemzetközi nagymesteri címet. Megjegyzendő, hogy ez a cím csak 1950 óta létezik és az utóbbi években könnyebb lett megszerezni.
Az utóbbi időben növekedett a nagy játékerejű sakkcsodagyerekek száma. Ez a technológiai fejlődés eredménye, mivel a számítógépek segítségével könnyebbé és gyorsabbá vált a tanulás, csökkentek az utazási költségek és az internet is módot nyújt arra, hogy a gyerekek erős külföldi ellenfelek ellen is játszhassanak.

### Rekordtartók
Lent olyan játékosok neve olvasható, akik a nagymesteri cím fiatalsági rekorderei voltak. A listában az az életkor szerepel, amelyben megszerezték a címet. Ez nem egyezik meg azzal a korral, amikor hivatalosan is megkapták a címet, mivel a nagymesteri címeket csak a FIDE kongresszusain adományozzak oda hivatalosan. A nevek mellett az a nemzetiség szerepel, amelyhez tartozóként a rekord megdöntésekor tartották számon viselőjét.
| Év   | Játékos            | Ország                    | Kor                     |
| ---- | ------------------ | ------------------------- | ----------------------- |
| 1950 | David Bronstejn    | Szovjetunió               | 26 év                   |
| 1952 | Tigran Petroszján  | Szovjetunió               | 23 év                   |
| 1955 | Borisz Szpasszkij  | Szovjetunió               | 18 év                   |
| 1958 | Bobby Fischer      | Amerikai Egyesült Államok | 15 év, 6 hónap, 1 nap   |
| 1991 | Polgár Judit       | Magyarország              | 15 év, 4 hónap, 28 nap  |
| 1994 | Lékó Péter         | Magyarország              | 14 év, 4 hónap, 22 nap  |
| 1997 | Etienne Bacrot     | Franciaország             | 14 év, 2 hónap          |
| 1997 | Ruszlan Ponomarjov | Ukrajna                   | 14 év, 17 nap           |
| 1999 | Pu Hsziang-cse     | Kína                      | 13 év, 10 hónap, 13 nap |
| 2002 | Szergej Karjakin   | Ukrajna                   | 12 év, 7 hónap          |
A 2019. novemberi állapot szerint azoknak a játékosoknak a listája, akik 15. születésnapjuk előtt lettek nagymesterek:
| Szergej Karjakin          | Ukrajna                   | 12 év, 7 hónap 0 nap        |
| Gukesh Dommaraju          | India                     | 12 év, 7 hónap, 12 nap      |
| Javokhir Sindarov         | Üzbegisztán               | 12 év, 10 hónap, 5 nap      |
| Praggnanandhaa Rameshbabu | India                     | 12 év, 10 hónap, 13 nap     |
| Nodirbek Abdusattorov     | Üzbegisztán               | 13 év, 1 hónap, 11 nap      |
| Parimarjan Negi           | India                     | 13 év, 4 hónap, 22 nap      |
| Magnus Carlsen            | Norvégia                  | 13 év, 4 hónap, 27 nap      |
| Ji Vej                    | Kína                      | 13 év, 8 hónap, 24 nap      |
| Raunak Sadhwani           | India                     | 13 év, 9 hónap, 28 nap      |
| Pu Hsziang-cse            | Kína                      | 13 év, 10 hónap, 13 nap     |
| Samuel Sevian             | Amerikai Egyesült Államok | 13 év, 10 hónap, 27 nap[3]  |
| Rapport Richárd           | Magyarország              | 13 év, 11 hónap, 6 nap      |
| Tejmur Radzsabov          | Azerbajdzsán              | 14 év, 0 hónap, 14 nap      |
| Ruszlan Ponomarjov        | Ukrajna                   | 14 év, 0 hónap, 17 nap      |
| Nihal Sarin               | India                     | 14 év, 1 hónap, 1 nap       |
| Awonder Liang             | Amerikai Egyesült Államok | 14 év, 1 hónap, 20 nap      |
| Wesley So                 | Fülöp-szigetek            | 14 év, 1 hónap, 28 nap[4]   |
| Etienne Bacrot            | Franciaország             | 14 év, 2 hónap              |
| Illja Nizsnik             | Ukrajna                   | 14 év, 3 hónap 2 nap        |
| Maxime Vachier-Lagrave    | Franciaország             | 14 év, 4 hónap[5]           |
| Lékó Péter                | Magyarország              | 14 év, 4 hónap, 22 nap      |
| Jorge Cori                | Peru                      | 14 év, 5 hónap 15 nap       |
| Hou Ji-fan                | Kína                      | 14 év, 6 hónap, 16 nap[6]   |
| Jeffery Xiong             | Amerikai Egyesült Államok | 14 év, 6 hónap 25 nap       |
| Anish Giri                | Oroszország               | 14 év, 7 hónap, 2 nap[7]    |
| Jurij Kuzubov             | Ukrajna                   | 14 év, 7 hónap, 12 nap[8]   |
| Bogdan-Daniel Deac        | Románia                   | 14 év, 7 hónap, 27 nap      |
| Dariusz Świercz           | Lengyelország             | 14 év, 7 hónap, 29 nap      |
| Ali-Reza Firuzdzsá        | Irán                      | 14 év, 8 hónap, 2 nap       |
| Aryan Chopra              | India                     | 14 év, 9 hónap, 3 nap       |
| Nguyen Ngoc Truong Son    | Vietnám                   | 14 év, 9 hónap, 22 nap      |
| Kirill Sevcsenko          | Ukrajna                   | 14 év, 9 hónap, 23 nap      |
| Vincent Keymer            | Németország               | 14 év, 11 hónap, 4 nap      |
| Arjun Erigaisi            | India                     | 14 év, 11 hónap, 13 nap     |
| Danyiil Dubov             | Oroszország               | 14 év, 11 hónap 14 nap[9]   |
| Ray Robson                | Amerikai Egyesült Államok | 14 év, 11 hónap 16 nap      |
| Fabiano Caruana           | Olaszország               | 14 év, 11 hónap, 20 nap[10] |
| Jü Jang-ji                | Kína                      | 14 év, 11 hónap 23 nap      |
A nagymesteri cím rekorderei a nők közt (nem keverendő össze a kisebb értékű női nagymesteri címmel!):
| Év   | Játékos            | Ország       | Kor                |
| ---- | ------------------ | ------------ | ------------------ |
| 1978 | Nona Gaprindasvili | Szovjetunió  | 27 év              |
| 1984 | Maia Csiburdanidze | Szovjetunió  | 23 év              |
| 1991 | Polgár Zsuzsa      | Magyarország | 21 év              |
| 1991 | Polgár Judit       | Magyarország | 15 év, 4 hónap     |
| 2002 | Kónéru Hanpi       | India        | 15 év 1 hónap      |
| 2008 | Hou Ji-fan         | Kína         | 14 év, 6 hónap[11] |